# Tetrabutylammoniumborhydrid
Tetrabutylammoniumborhydrid ist ein organisches Komplexsalz, das als Reduktionsmittel beziehungsweise Hydridüberträger reagiert. Es ist eng verwandt mit Natriumborhydrid, im Gegensatz zu diesem aber gut in aprotischen Lösungsmitteln wie Dichlormethan löslich.

## Herstellung
Tetrabutylammoniumborhydrid kann durch Salzmetathese aus Tetrabutylammoniumchlorid und Natriumborhydrid hergestellt werden.

## Eigenschaften
Tetrabutylammoniumborhydrid ist ein Feststoff und vergleichsweise stabil: Nach Lagerung bei Raumtemperatur für ein Jahr konnte kein Verlust der Reaktivität festgestellt werden.

## Verwendung
Während Natriumborhydrid vor allem in protischen Lösungsmitteln wie Wasser und Alkoholen verwendet wird, ist Tetrabutylammoniumborhydrid gut in weniger polaren Lösungsmitteln wie Dichlormethan löslich, bietet aber eine ähnliche Reaktivität. Es eignet sich für die Reduktion von Aldehyden und Ketonen, sowie Säurechloriden und Estern (wobei letztere bei Raumtemperatur nur langsam umgesetzt werden). Auch Carbonsäuren können durch Tetrabutylammoniumborhydrid  reduziert werden.
In chlorierten Lösungsmitteln wie Dichlormethan, Chloroform und Tetrachlorkohlenstoff wird zum Teil Diboran freigesetzt, das sich für die Hydroborierung von Alkenen und Alkinen eignet. Oxidation der gebildeten Verbindungen mit Wasserstoffperoxid ergibt bei Alkenen Alkohole, bei terminalen Alkinen ebenfalls (terminale) Alkohole und bei internen Alkinen Ketone. Besonders leicht kann Diboran gebildet werden, indem Tetrabutylammoniumborhydrid mit Benzylchlorid oder Iod in Toluol umgesetzt wird. Es kann außerdem im Rahmen einer Corey-Bakshi-Shibata-Reduktion verwendet werden, wobei der CBS-Methyl-Katalysator in situ durch Reaktion des Borhydrids mit Diphenylpyrrolidinmethanol und Methyliodid hergestellt wird.
Die Verwendung von Tetrabutylammoniumborhydrid  wurde beschrieben bei der Herstellung von Alkyl- und Dialkylferrocenen aus entsprechenden Alkoholen und Ketonen, sowie bei der Synthese von Perillenal aus Myrcen.